# Пфаффенхофен-ан-дер-Ильм
Пфаффенхофен-на-Ильме (нем. Pfaffenhofen an der Ilm) — город в Германии, районный центр, расположен в земле Бавария. 
Подчинён административному округу Верхняя Бавария. Входит в состав района Пфаффенхофен-на-Ильме.  Население составляет 24 158 человек (на 31 декабря 2010 года). Занимает площадь 92,39 км². Официальный код  —  09 1 86 143.

## Фотографии

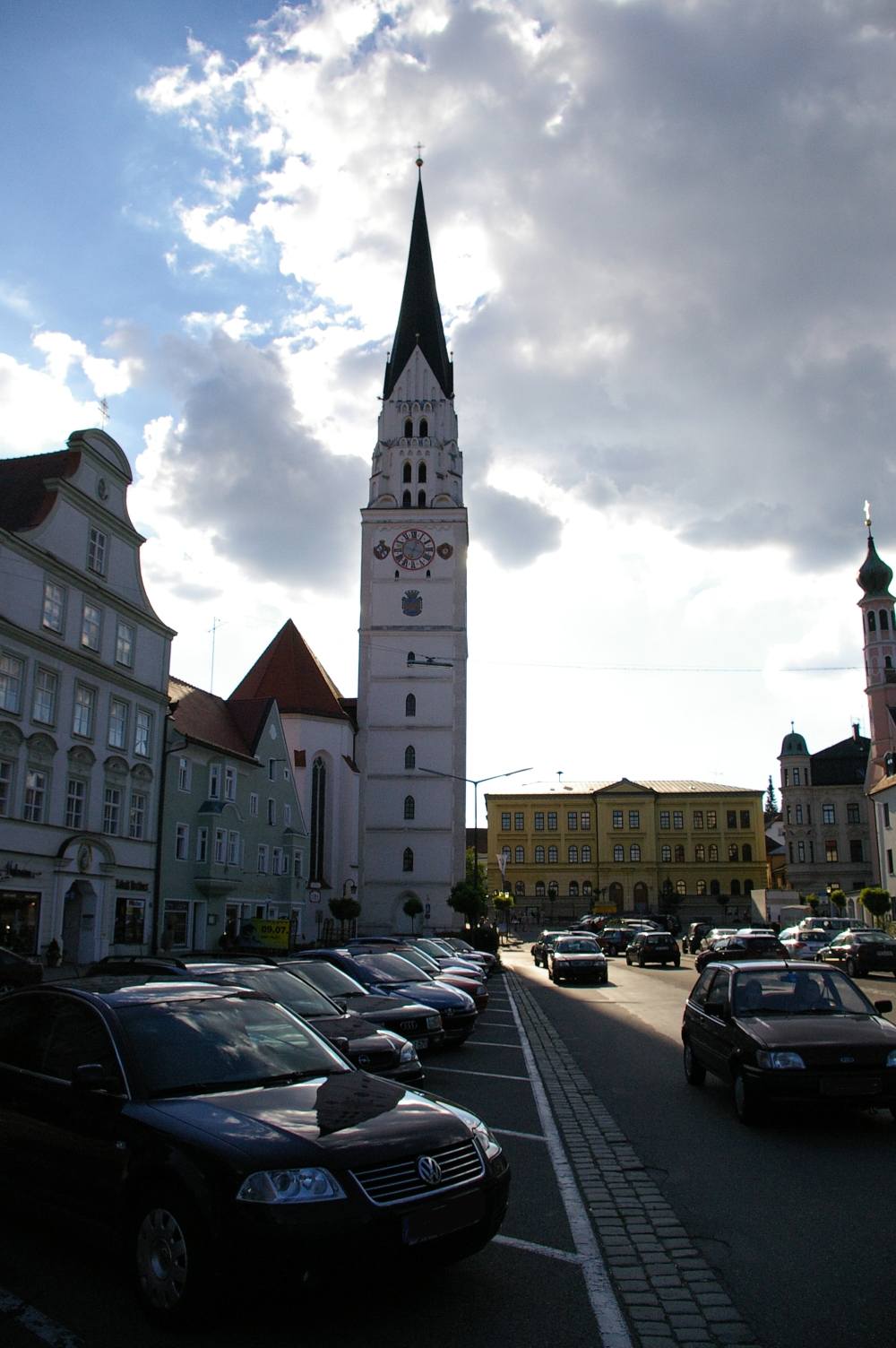
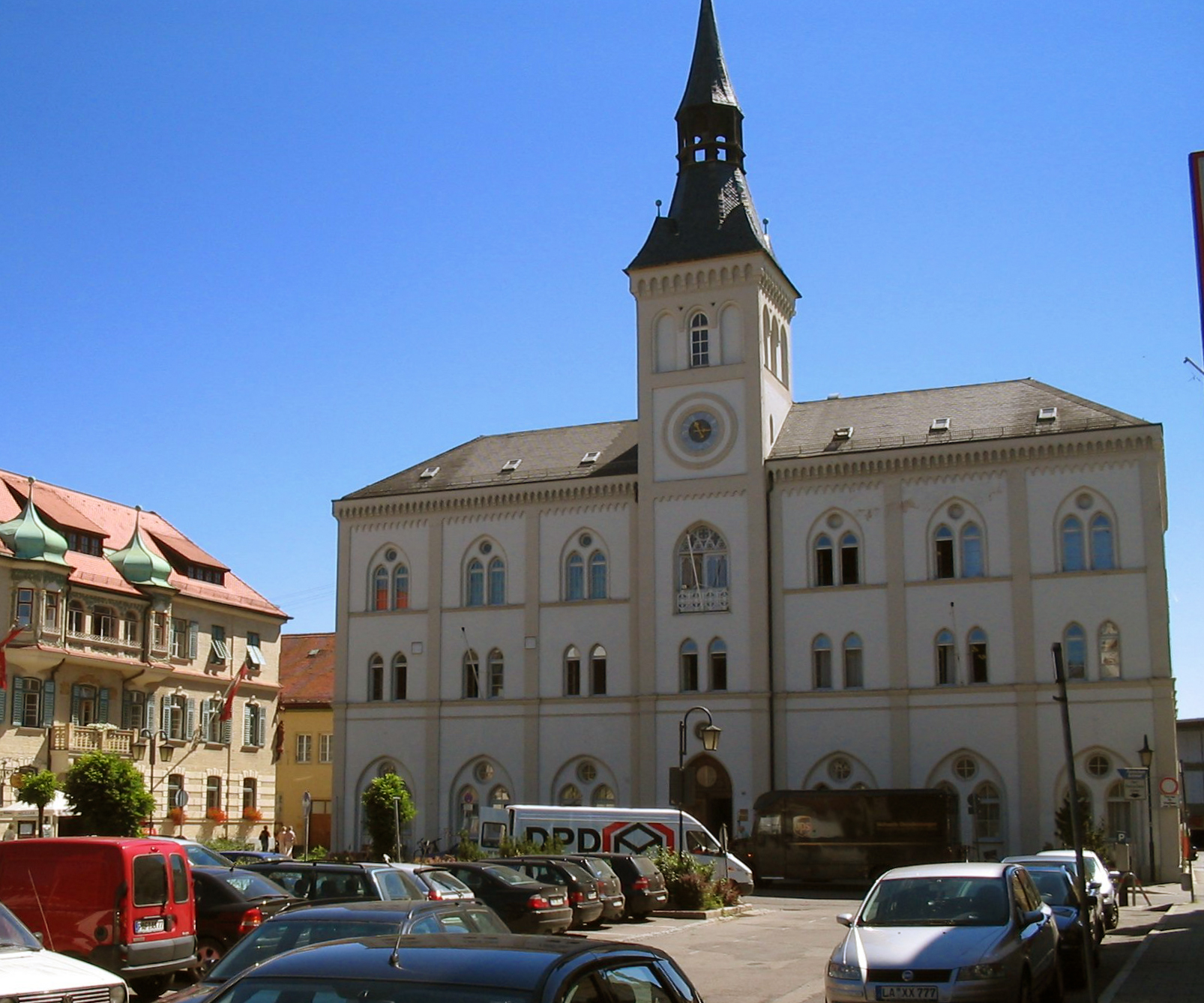
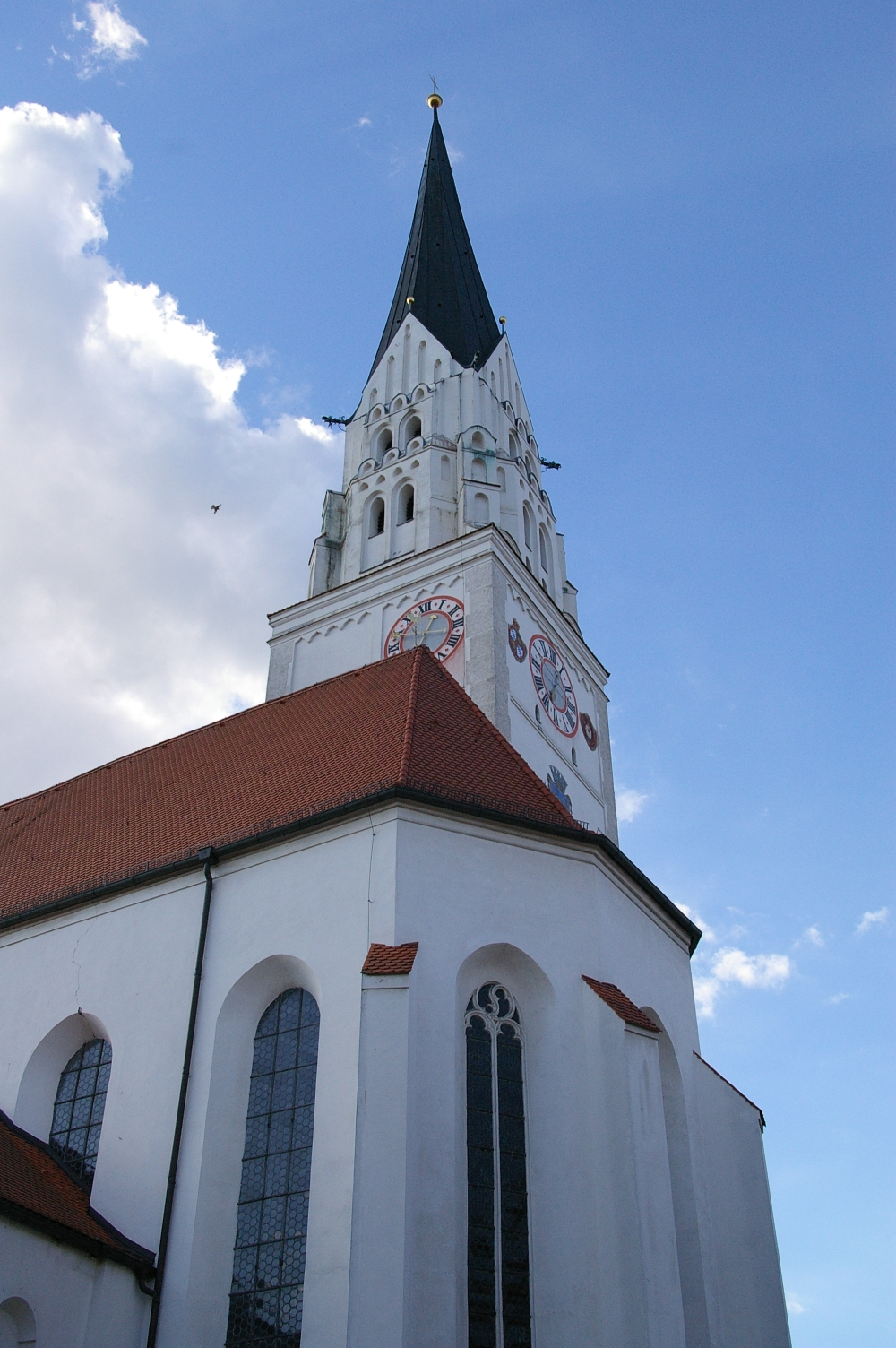